# Vụ tấn công thành phố Nakano 2023
Vụ tấn công thành phố Nakano 2023 (長野猟銃立てこもり事件 Nagano ryōjū tatekomori jiken) xảy ra vào lúc 16:26 (theo giờ địa phương), ngày 25 tháng 5 năm 2023, tại thành phố Nakano, tỉnh Nagano. Khi một người đàn ông đã dùng dao và súng giết chết 4 người. Nghi phạm đã bị bắt giữ sau vài giờ cố thủ trong nhà. Nghi phạm đã khai rằng anh không hài lòng thái độ cảnh sát đang cười toe toét khi mình đang xin giấy phép hành nghề.

## Diễn biến
Theo lời kể nhân chứng, một người đàn ông đeo mặt nạ đang cầm con dao lớn đuổi theo một người phụ nữ, sau đó đâm vào lưng cô. Khi các sĩ quan cảnh sát đến hiện trường, nghi phạm đã bắn súng săn, khiến nhiều người bị thương. Sau vụ tấn công, nghi phạm tìm nơi ẩn náu trong dinh thự của Chủ tịch Hội đồng thành phố Nakano, Masamichi Aoki.
Trong cuộc bao vây để bắt tội phạm, hai người thân của nghi phạm đã trốn thoát khỏi nhà. Hung thủ đã bị bắt vào lúc 4:37 sáng ngày hôm sau và được xác định là con trai cả của Masamichi Aoki (chủ tịch Hội đồng thành phố Nakano.